# Osmitopsis
Osmitopsis Cass., 1823 è un genere di piante angiosperme dicotiledoni della famiglia delle Asteraceae, sottofamiglia Asteroideae, tribù Anthemideae (Southern hemisphere grade) e sottotribù Cotulinae. Osmitopsis è anche l'unico genere della sottotribù Osmitopsidinae Oberprieler & Himmelreich, 2007.

## Etimologia
Il nome del genere deriva da due parole latine: "osmius" (= profumato, fragrante) e "topo" (= posto, località).

Il nome scientifico del genere è stato definito per la prima volta dal botanico e naturalista francese Alexandre Henri Gabriel de Cassini (1781-1832) nella pubblicazione "Bulletin des Sciences, par la Société Philomatique - (1817) 154; et in Dict. Sc. Nat. xxix. 180 (1823)" del 1823; la sottotribù è stata definita dai botanici contemporanei Christoph Oberprieler (1964-) e Sven Himmelreich nella pubblicazione "Willdenowia. Mitteilungen aus dem Botanischen Garten und Museum Berlin-Dahlem. Berlin-Dahlem - 37(1): 94 (-95). 2007" del 2007.

## Descrizione

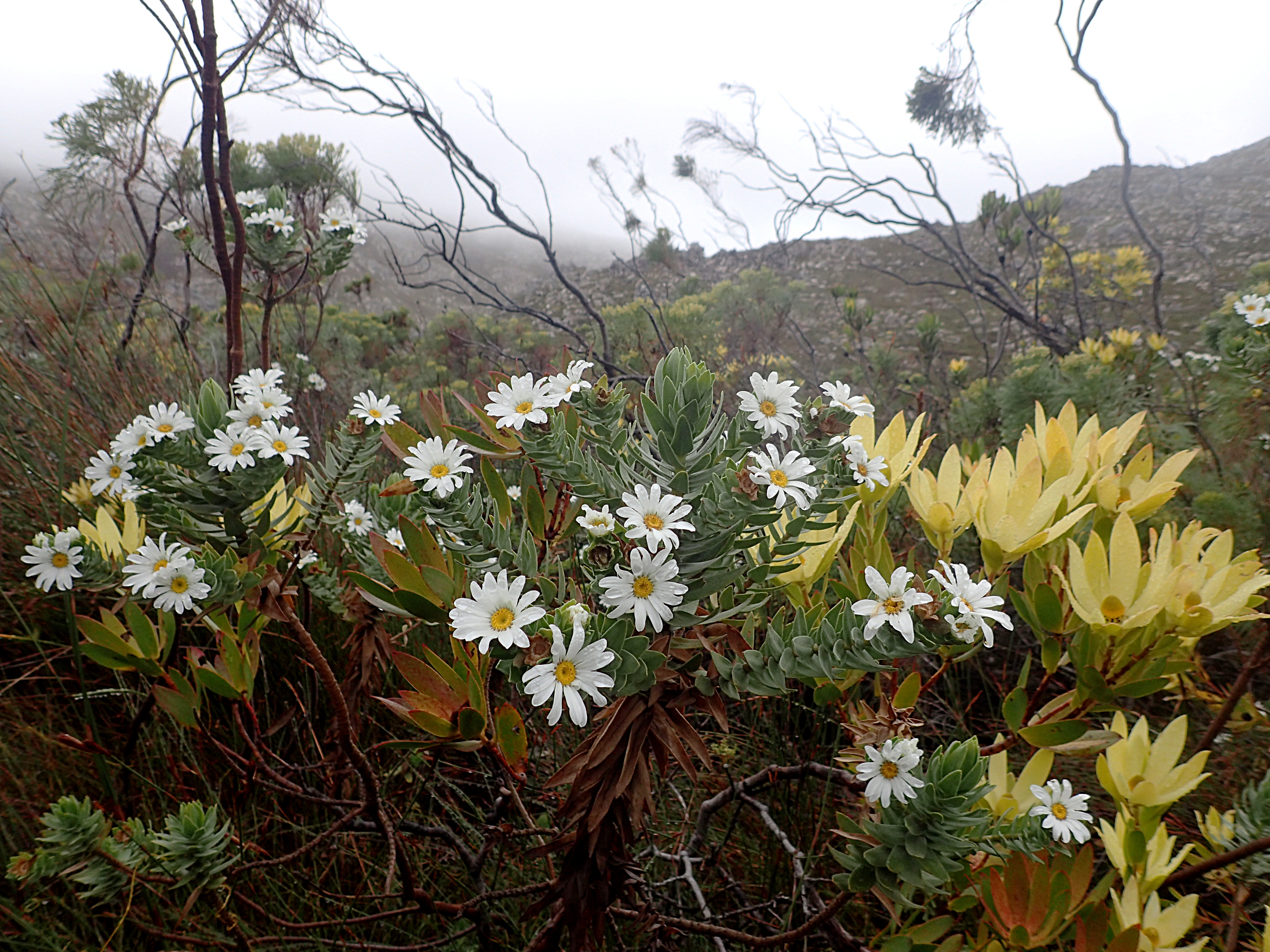
Il portamento
Osmitopsis asteriscoides

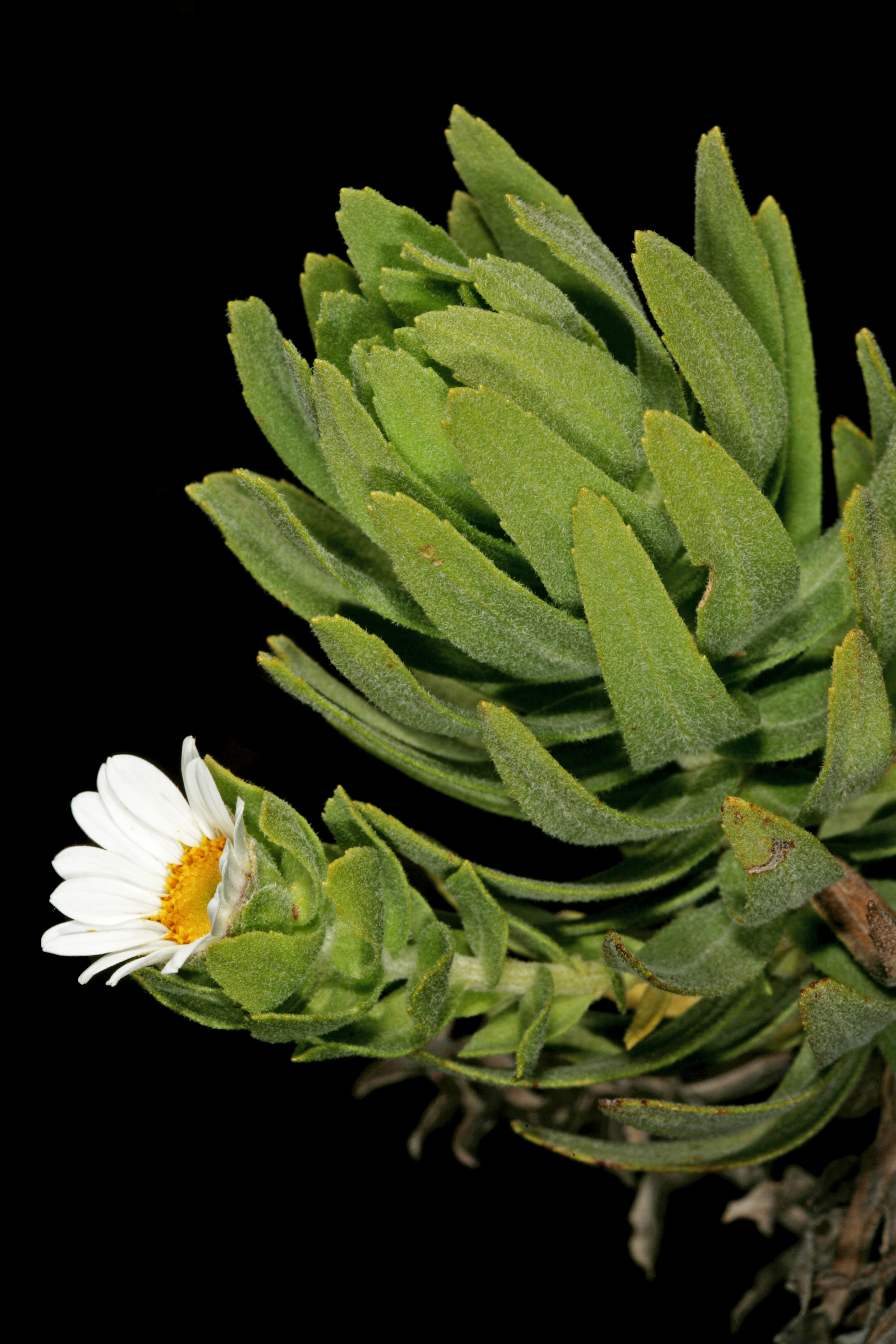
Le foglie
Osmitopsis dentata

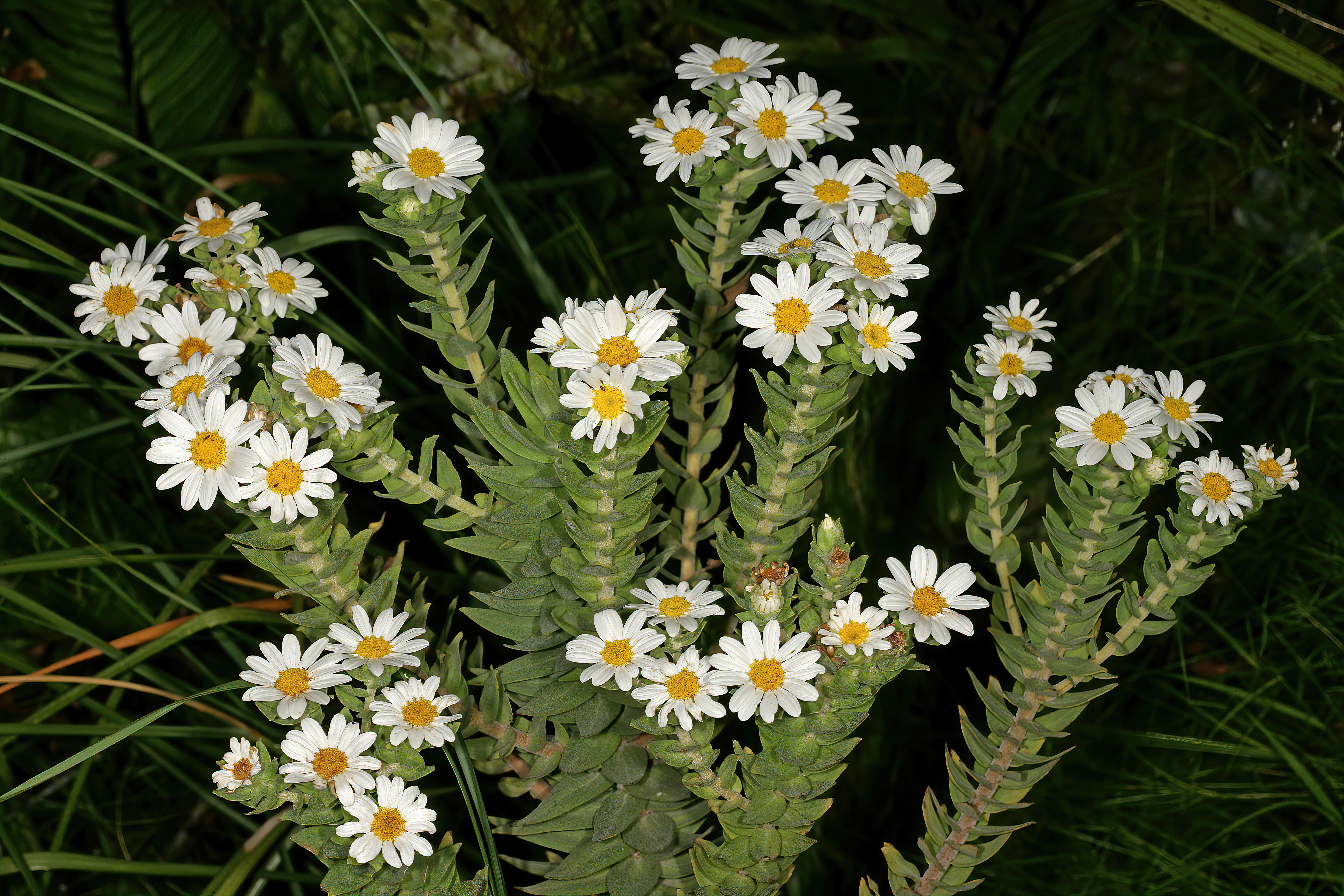
Infiorescenza
Osmitopsis asteriscoides

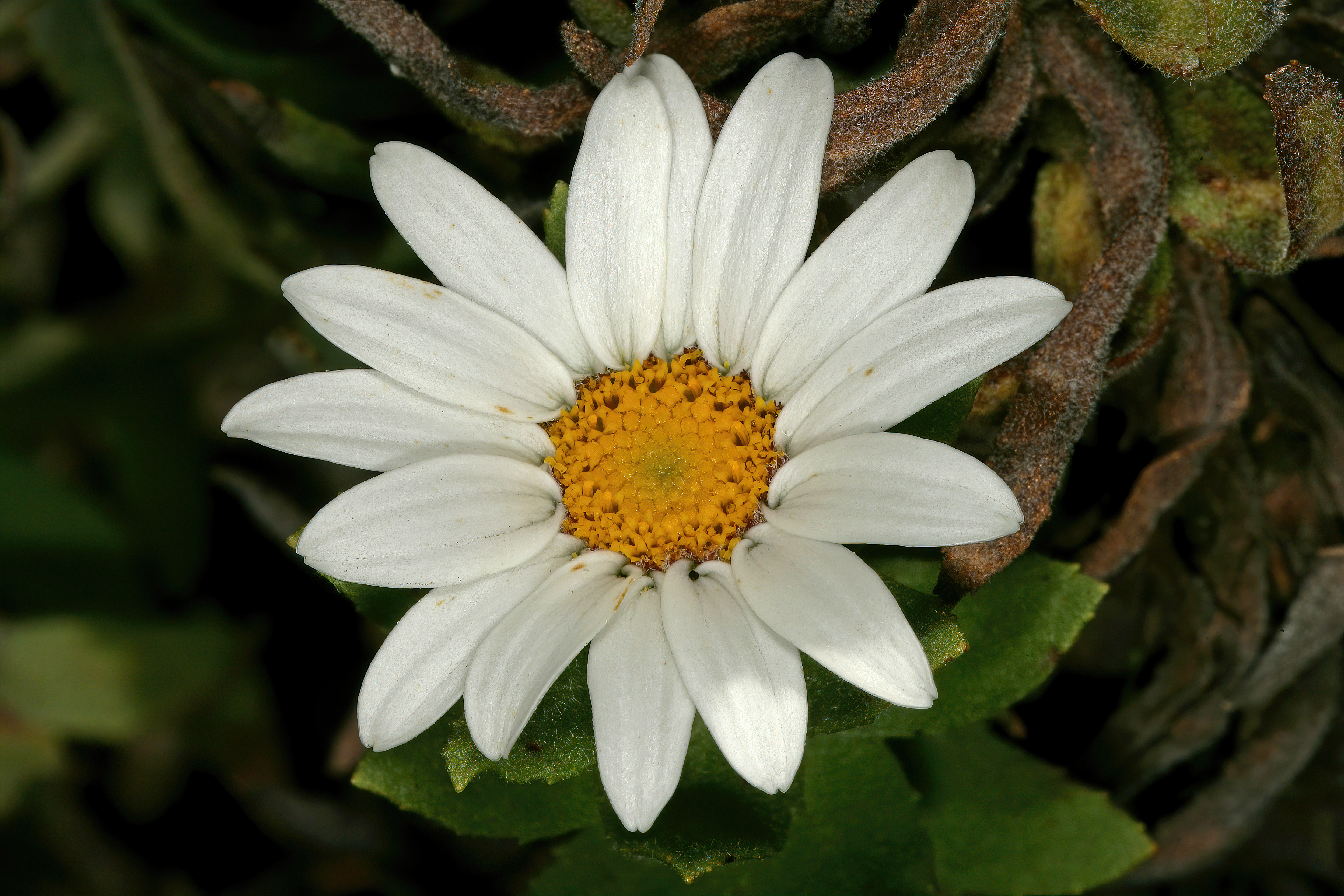
I fiori
Osmitopsis dentata

Portamento. Le specie di questo genere sono arbustive (o anche cespugliose). L'indumento è assente oppure è composto da peli basifissi.
Fusto. La parte aerea in genere è eretta, semplice o ramosa. 
Foglie. Le foglie sono intere o lobate e lungo il fusto sono disposte in modo alterno..
Infiorescenza. Le sinflorescenze sono formate da capolini o solitari o raccolti in modo corimboso lasso. Le infiorescenze vere e proprie sono composte da un capolino terminale peduncolato di tipo radiato, normalmente con fiori eterogami. I capolini sono formati da un involucro, con forme campanulate, composto da diverse brattee, al cui interno un ricettacolo fa da base ai fiori di due tipi: fiori del raggio e fiori del disco. Le brattee, con forme da strettamente ellittiche a obovate, con canali resinosi, a consistenza erbacea e con margini scariosi, sono disposte in modo più o meno embricato su 2 - 4 serie. La forma del ricettacolo è piano-convessa; inoltre è provvisto di pagliette. Le pagliette, a protezione della base dei fiori, hanno forme strette da ellittiche a obovate, sono inoltre canalicolate e racchiudono i fiori.
Fiori. I fiori sono tetra-ciclici (formati cioè da 4 verticilli: calice – corolla – androceo – gineceo) e pentameri (calice e corolla formati da 5 elementi). Si distinguono in:
- fiori del raggio (esterni): sono femminili e sono disposti su una serie; la forma è ligulata (zigomorfa);
- fiori del disco (centrali): sono più numerosi con forme brevemente tubulose (attinomorfe); sono ermafroditi o funzionalmente maschili.

- Formula fiorale:

*/x K {\displaystyle \infty }, [C (5), A (5)], G 2 (infero), achenio
- Calice: i sepali del calice sono ridotti ad una coroncina di squame.

- Corolla: (le brattee dell'involucro a volte sottendono i fiori);

- fiori del raggio: la forma della corolla alla base è più o meno tubulosa-imbutiforme, mentre all'apice è ligulata; la ligula può terminare con alcuni denti; occasionalmente le ligule possono essere pelose nella parte abassiale (come pure i tubi basali); il colore è bianco;
- fiori del disco: la forma è tubulare bruscamente divaricata in 5 lobi (sono presenti fiori anche con 3 – 4 lobi); i lobi, patenti o eretti, hanno una forma deltata o più o meno lanceolata; il colore è giallo.

- Androceo: l'androceo è formato da 5 stami (alternati ai lobi della corolla) sorretti da filamenti generalmente liberi e sottili; gli stami sono connati e formano un manicotto circondante lo stilo. Le antere possono essere sia di tipo basifissa che mediofissa (ossia attaccate al filamento per la base – nel primo caso; oppure in un punto intermedio – nel secondo caso).[14] Questa caratteristica ha valore tassonomico in quanto distingue i generi gli uni dagli altri. Normalmente le antere sono caudate alla base (caratteristica principale di questo genere). Il tessuto endoteciale (rivestimento interno dell'antera) è quasi sempre non polarizzato. Il polline è sferico con un diametro medio di circa 25 micron; è tricolporato (con tre aperture sia di tipo a fessura che tipo isodiametrica o poro) ed è echinato (con punte sporgenti).

- Gineceo: l'ovario è infero uniloculare formato da 2 carpelli. Lo stilo (il recettore del polline) è filiforme e profondamente bifido (con due stigmi divergenti) e con le linee stigmatiche marginali separate o contigue. I due bracci dello stilo hanno una forma troncata e possono essere papillosi o ricoperti da ciuffi di peli.

Frutti. I frutti sono degli acheni senza pappo; la forma degli acheni è obovoide, ellissoide o obovata con 3 - 4 angoli; all'apice è presente una coroncina (che a volte può anche mancare) di scaglie con forme da subulate a triangolari, fuse alla base.

## Biologia
Impollinazione: l'impollinazione avviene tramite insetti (impollinazione entomogama tramite farfalle diurne e notturne).

Riproduzione: la fecondazione avviene fondamentalmente tramite l'impollinazione dei fiori (vedi sopra).

Dispersione: i semi (gli acheni) cadendo a terra sono successivamente dispersi soprattutto da insetti tipo formiche (disseminazione mirmecoria). In questo tipo di piante avviene anche un altro tipo di dispersione: zoocoria. Infatti gli uncini delle brattee dell'involucro (se presenti) si agganciano ai peli degli animali di passaggio disperdendo così anche su lunghe distanze i semi della pianta. Inoltre per merito del pappo (se presente) il vento può trasportare i semi anche a distanza di alcuni chilometri (disseminazione anemocora).

## Distribuzione e habitat
Le specie di questo genere sono distribuite solamente in Sudafrica.

## Sistematica
La famiglia di appartenenza di questa voce (Asteraceae o Compositae, nomen conservandum) probabilmente originaria del Sud America, è la più numerosa del mondo vegetale, comprende oltre 23.000 specie distribuite su 1.535 generi, oppure 22.750 specie e 1.530 generi secondo altre fonti (una delle checklist più aggiornata elenca fino a 1.679 generi). La famiglia attualmente (2021) è divisa in 16 sottofamiglie; la sottofamiglia Asteroideae è una di queste e rappresenta l'evoluzione più recente di tutta la famiglia.
Genere tipo: Osmitopsis Cass. (a sua volta specie tipo Osmitopsis asteriscoides (L.) Less.).

### Filogenesi
Il gruppo di questa voce è descritto nella tribù Anthemideae, una delle 21 tribù della sottofamiglia Asteroideae). In base alle ultime ricerche nella tribù sono stati individuati (provvisoriamente) 4 principali lignaggi (o cladi): "Southern hemisphere grade", "Asian-southern African grade", "Eurasian grade" e "Mediterranean clade". Il genere  Osmitopsis (insieme alla sottotribù Osmitopsidinae) è incluso nel clade Southern hemisphere grade..
La caratteristica principale delle specie della sottotribù Osmitopsidinae (le antere caudate) ha portato nel passato ad inserire l'unico genere della sottotribù (Osmitopsis) in altri gruppi tassonomici, ma altre caratteristiche come le beattee involucrali con margini scariosi, lo stilo troncato, la tendenza alla riduzione delle dimensioni del pappo e altre prove come quelle palinologiche (oltre naturalmente alle ultime analisi cladistiche sul DNA) supportano l'inclusione del gruppo nelle Anthemideae. Tuttavia restano ancora non risolte le relazioni con le altre sottotribù e per il momento da un punto di vista filogenetico la sottotrbù Osmitopsidinae rimane isolata nella tribù.
Da un punto di vista filogenetico il genere Osmitopsis occupa una posizione "basale" nell'ambito della tribù: è "fratello del resto delle Anthemideae.
I caratteri distintivi del genere sono:
- l'indumento è fatto di peli basifissi;
- il ricettacolo ha le pagliette;
- il tessuto endoteciale non è polarizzato;
- le antere hanno le code.

Il numero cromosomico delle specie è: 2n = 20.
Osmitopsis è il primo genere della tribù a diversificarsi circa 24 milioni di anni fa.

### Elenco delle specie
Questo genere ha 9 specie:
- Osmitopsis afra (L.) K.Bremer, 1972
- Osmitopsis asteriscoides  Less., 1832
- Osmitopsis dentata  (Thunb.) K.Bremer, 1972
- Osmitopsis glabra  K.Bremer, 1976
- Osmitopsis nana  Schltr.
- Osmitopsis osmitoides  (Less.) K.Bremer, 1972
- Osmitopsis parvifolia  (DC.) Hofmeyr
- Osmitopsis pinnatifida  (DC.) K.Bremer, 1972
- Osmitopsis tenuis  K.Bremer, 1972

### Sinonimi
Sono elencati alcuni sinonimi per questa entità:
- Bellidiastrum Less.
- Bellidiopsis  (DC.) Spach
- Spanotrichum  E.Mey. ex DC.